# Utilisation des ressources in situ

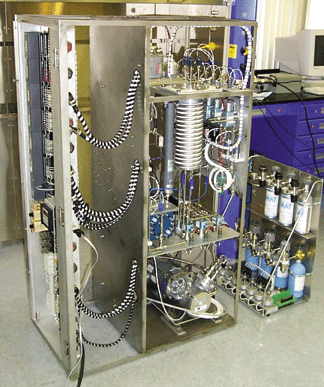
Banc d'essai d'une mini-usine simulant la production d'oxygène et d'eau à partir d'hydrogène amené depuis la Terre et de CO_{2} collecté sur place. Equipement développé pour la NASA pour une future mission martienne.

L’utilisation des ressources in situ (en anglais : in-situ resource utilization ou ISRU) désigne l'ensemble des techniques consistant, dans le cadre d'une mission spatiale vers un autre corps céleste (Lune, Mars, astéroïdes, etc.), à utiliser les matériaux trouvés sur place pour produire certains des consommables nécessaires à la réalisation des objectifs : carburant pour le trajet retour, eau ou oxygène pour l'équipage humain, matériaux de construction etc. L'objectif de ces techniques est de réduire la masse à lancer depuis la Terre et donc de limiter les coûts d'une mission. Le recours à l'ISRU a été étudié par la NASA, notamment pour le séjour prolongé d'équipages sur la Lune envisagés dans le cadre du programme Artemis ainsi que pour les missions habitées vers Mars.
Une première expérience de production d'oxygène à partir de l'atmosphère de Mars (expérience MOXIE transportée à la surface de Mars par la mission Mars 2020 de la NASA) a été réalisée avec succès en 2021. Le programme Artemis, qui doit ramener des astronautes à la surface de la Lune vers 2027, repose en partie sur l'exploitation des ressources en glace d'eau du pôle Sud lunaire pour permettre des séjours prolongés des équipages sur notre satellite. Plusieurs missions robotiques, dont l'astromobile VIPER, sont chargées d'évaluer la faisabilité du recours à cette ressource. 

## Bénéfices de la productionin situ
Selon la conception ayant cours jusque là, un engin lancé vers la Lune ou la planète Mars doit emporter tout le carburant et les consommables (mission avec équipage : eau, oxygène) nécessaires pour mener la mission de bout en bout. Or chaque kilogramme transporté dans l'espace a un coût particulièrement élevé. Ainsi un kilogramme de carburant envoyé à la surface de Mars pour permettre à un équipage de redécoller de celle-ci afin de revenir sur Terre nécessite de lancer 226 kilogrammes depuis la surface de notre planète (153 kg dans le cas de la Lune). Pour la mission martienne de référence de la NASA, l'engin qui doit décoller de la surface de la planète pour ramener l'équipage sur Terre a besoin d'une quantité d'ergols comprise entre 20 et 30 tonnes. Si ceux-ci sont produits à partir de ressources martiennes, cela réduit de 335 tonnes la masse à placer en orbite basse terrestre, soit la capacité d'emport de 3 à 5 vols du lanceur super lourd Space Launch System (coût : plusieurs milliards US$).

## Les ressources exploitables et leur utilisation

Proportion des différents éléments chimiques dans le sol lunaire.

Les ressources pouvant être produites sur place et présentant un grand intérêt pour une mission spatiale sont les suivantes :
- L'eau est la ressource la plus recherchée : elle peut être utilisée pour la consommation des équipages, mais également pour produire des ergols : oxygène liquide, hydrogène liquide, méthane (sur Mars par combinaison avec le dioxyde de carbone de l'atmosphère). L'eau peut être extrait du régolithe (Mars) ou de poches de glace d'eau plus ou moins enfouie dans le sol.
- L'oxygène est utilisé comme ergol, mais également par le système de support de vie des habitations et vaisseaux. Il peut être obtenu à partir de la glace d'eau, du régolithe, mais également à partir de l'atmosphère martienne.
- Le régolithe et la roche sont des matériaux qui peuvent être utilisés pour construire des édifices, par exemple, pour protéger les astronautes du rayonnement cosmique. Ils peuvent également fournir la matière première pour fabriquer des composants par impression 3D.
- L'hydrogène obtenu à partir de l'eau est utilisé comme ergol
- Le carbone
- Le silicium permet la production de cellules photovoltaïques.
- L'azote permet de produire des fertilisants.

## L'utilisation des ressourcesin situ: un défi technologique
L'exploitation des ressources disponibles à la surface de la Lune ou de Mars nécessite de mettre au point des techniques d'extraction, de production et de stockage adaptées aux conditions très particulières régnant à la surface de ces planètes – atmosphère ténue ou absente, températures extrêmes, poussière – et aux contraintes de fonctionnement : déploiement, miniaturisation pour réduire la masse à lancer vers Mars ou la Lune, absence d'intervention humaine nécessitant une automatisation poussée, en particulier sur Mars du fait du temps de latence des communications (8 à 20 minutes), etc.. La NASA, qui est la seule agence spatiale à avoir investi de manière substantielle sur le sujet, a depuis le début des années 2000 développé des prototypes d'équipement qui sont testés sur Terre. Mais, dans les cas les plus favorables, la maturité technique (TRL) de ces équipements atteint tout juste 5, c'est-à-dire la validation dans un environnement simulé (vide, température, composition du sol) de composants du système. Le passage à un équipement opérationnel nécessitera des investissements très importants. Les processus de traitement de ces ressources nécessitent par ailleurs une source d'énergie locale beaucoup plus puissante (plusieurs kilowatts) que tout ce qui a été déployé jusqu'à présent sur Mars et sur la Lune. Pour certaines ressources comme l'eau, une analyse plus précise des gisements doit être entreprise avant tout déploiement pour définir le processus de traitement à mettre en œuvre. Enfin il faudra passer par une première mission d'expérimentation in situ avant de déployer un équipement opérationnel.

## Ressources lunaires
La Lune, qui permet de bénéficier de la proximité de la Terre, doit servir de banc d'essais pour la mise au point des techniques d'utilisation des ressources in situ. Les caractéristiques de la Lune (faible gravité, température, absence d'atmosphère) permettront d'adapter facilement les équipements mis au point pour une utilisation sur Mars. Cette planète présente toutefois deux difficultés supplémentaires dues à son éloignement de la Terre : celui-ci d'une automatisation plus poussée (temps de latence dans les communications de 8 à 20 minutes) et une plus grande fiabilité. Les ressources lunaires dont l'exploitation a été étudiée dans le détail sont le régolithe et la glace d'eau. 

### La glace d'eau des régions polaires
L'eau ne peut théoriquement pas subsister dans les couches superficielles du sol lunaire du fait de l'absence d'atmosphère, des températures très élevées et du bombardement constant de la surface par les astéroïdes. La NASA, pour faciliter de futurs séjours de longue durée de ses astronautes à la surface de la Lune, tente néanmoins depuis plusieurs décennies d'identifier des ressources en eau exploitables qui seraient présentes dans les sites des cratères situés en permanence à l'ombre au niveau des régions polaires.  
En 2009 l'impacteur LCROSS a permis d'estimer la quantité d'eau présente dans un de ces sites (cratère Cabeus au pôle Sud) à 5,6% (marge d'erreur de 2,9%). Des mesures infrarouges réalisées par l'instrument de la NASA Moon Mineralogy Mapper embarqué à bord de l'orbiteur lunaire Chandrayaan-1 auraient détecté des concentrations de 30%. Toutefois ces mesures demandent à être confirmées et les caractéristiques de ces ressources (glace d'eau ou minéraux hydratés ?) doivent être précisées avant toute tentative d'exploitation.
Les zones comportant des concentrations d'eau lunaire sont situées dans des terrains en permanence à l'ombre du fait des reliefs créés par des cratères des régions polaires. Pour pouvoir extraire l'eau d'un gisement, celui-ci doit être placé immédiatement à côté d'une zone éclairée par le Soleil sur de longues périodes. Celle-ci permet d'accueillir les équipements permettant d'exploiter le gisement ainsi que la station lunaire utilisée par les équipages. Plusieurs architectures sont envisageables pour le traitement des gisements : transport du matériau brut (mélange de minéraux hydratés, de glace d'eau et d'autres matériaux) extrait du gisement depuis celui-ci jusqu'à l'usine fixe chargée de produire l'eau, engin mobile combinant l'extraction du matériau et la production d'une eau "sale" qui est retraitée dans une installation fixe, système d'extraction de l'eau sur place sans excavation (réchauffement d'une portion de terrain placé sous un dôme souple) et retraitement de l'eau sale produite dans une installation fixe. La NASA a évalué en 2019 huit concepts pour parvenir à produire de l'eau dont le traitement des matériaux extraits par une vis d'Archimède chauffante, l'extraction par une foreuse chauffante, le réchauffement du gisement par des micro-ondes ou par un dôme chauffant. L'efficacité de chaque méthode dépend du degré d'enfouissement de l'eau, de sa distribution spatiale et de sa concentration.

### Les régolites lunaires

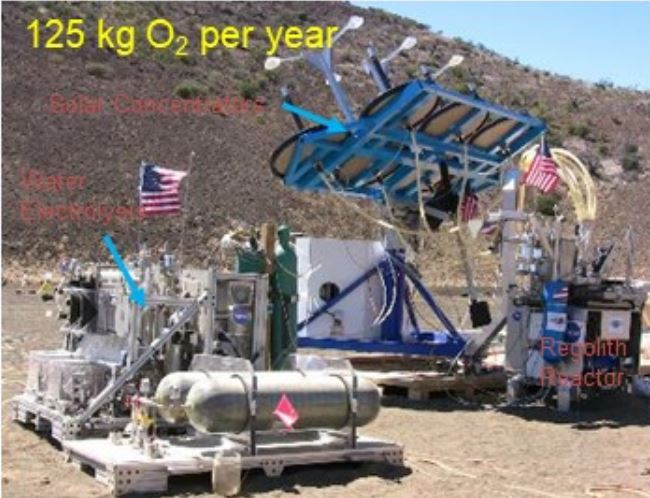
Prototype de la NASA de traitement du régolithe lunaire par carboreduction thermique. Développé dans le cadre du programme Constellation.

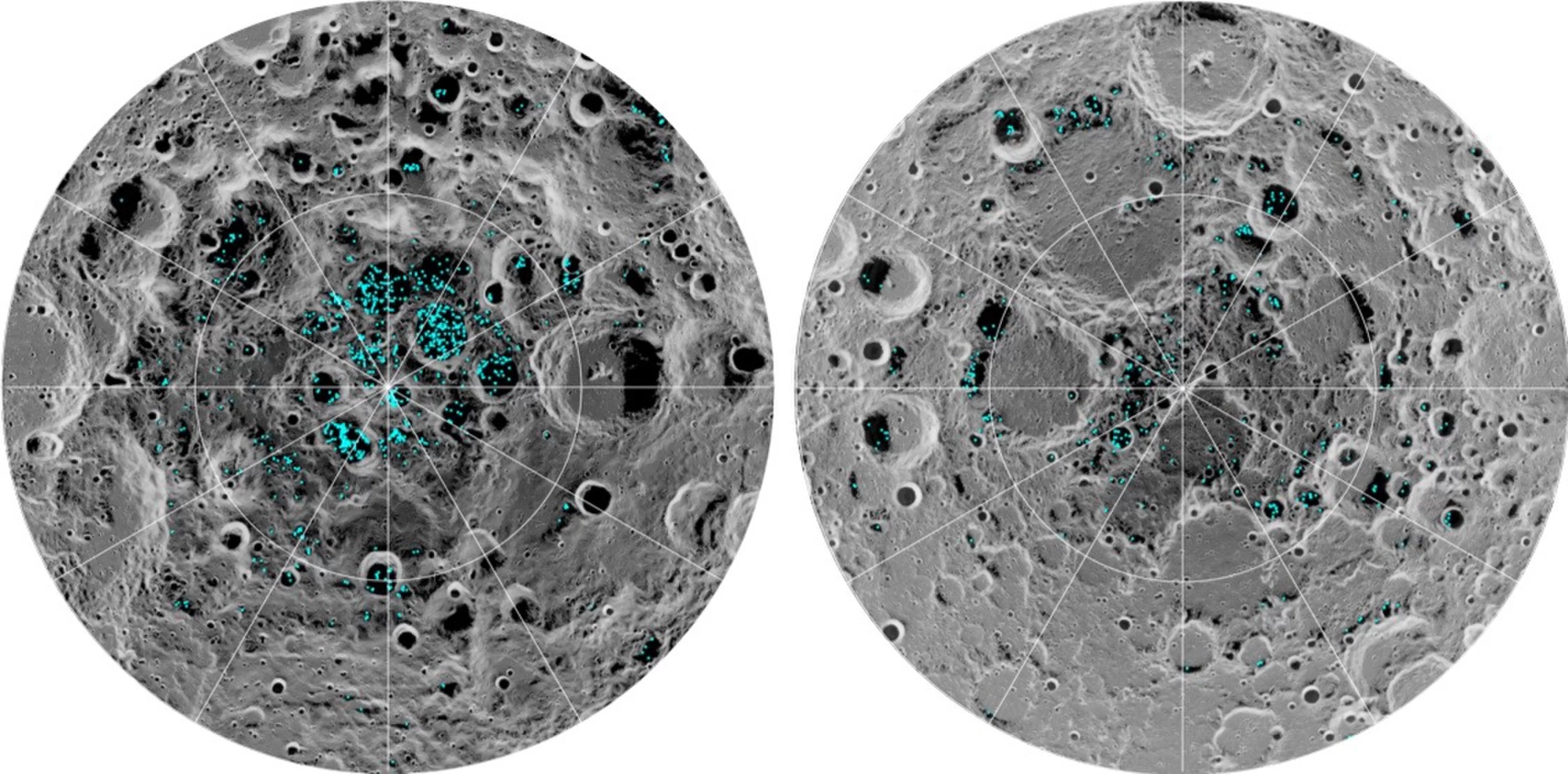
En bleu zones présentant une concentration relativement importante de glace d'eau au pôle sud (à gauche) et au pôle nord (à droite) de la Lune.

Le régolite lunaire, omniprésent à la surface de la Lune, et principalement composé de silicium, d'oxygène, de fer, de calcium et d'aluminium, peut potentiellement constituer un gisement important de ressources in situ. 

#### Extraction de l'oxygène
L'oxygène représente à lui seul plus de 40% de la masse du régolite lunaire. L'extraction de ce composant volatil, qui repose sur des technologies relativement peu complexes à mettre au point, est le domaine de recherche prioritaire en matière d'ISRU. L'oxygène sera utilisé à la fois comme ergol (comburant) pour les fusées redécollant de la Lune et pour le système de support de vie. Les techniques mises au point sur la Lune sont facilement transposables sur Mars.
Différents procédés chimiques peuvent être mis en œuvre pour extraire l'oxygène du régolithe. Tous nécessitent un grand apport d'énergie. Généralement un meilleur rendement (taux d'oxygène extrait) exige une température plus élevée. Les procédés historiquement étudiés sont,, :
- La réduction à l'aide d'hydrogène ou de méthane. Ce procédé, qui ne nécessite qu'une température modérée (900 °C), ne permet d'extraire l'oxygène que des oxydes ferreux et son rendement est donc limité (1 à 3%).
- La réduction carbothermique permet un meilleur rendement (5 à 15%), mais la température doit être portée à plus de 1650 °C. Compte tenu de sa maturité technique – TRL 4/5 contre TRL 2/3 pour l'électrolyse décrite ci après –, c'est la solution privilégiée par les chercheurs de la NASA.
- L'électrolyse du régolithe fondu permet d'extraire l'oxygène avec un bon rendement (> 20%), mais elle exige également une température élevée (> 1600 °C).
- La fluoration est un procédé complexe mieux adapté à l'extraction des métaux. L'oxygène n'est qu'un sous-produit.
- La pyrolyse en phase vapeur repose sur l'échauffement du régolithe à l'aide de concentrateurs solaires. Mais il nécessite la mise au point d'un délicat procédé de séparation de l'oxygène en phase gazeuse avec les vapeurs de fer et d'oxydes de fer.

De récentes études ont cependant montré le potentiel de l'électrolyse dans du sel fondu. En se basant sur le procédé FFC Cambridge, 100% de l'oxygène contenu dans les minéraux du régolithe lunaire a pu être extrait. Dans ce procédé, le régolithe, sous forme de poudre ou fritté, est placé dans un panier métallique qui est ensuite immergé dans du chlorure de calcium fondu à 950 °C. Cet ensemble forme la cathode. L'anode de son côté se doit d'être un matériau inerte pour produire du dioxygène. En appliquant un potentiel entre les deux électrodes, on observe une électro-déoxidation du régolithe en phase solide, laissant ainsi une poudre métallique qui pourrait être réutilisée pour plusieurs applications telle que l'impression 3D.

#### Fabrication de composants par impression 3D
Le frittage d'échantillons de sol simulant le régolithe a démontré la possibilité de fabriquer des éléments de structure par impression 3D. Une autre approche consiste à faire fondre cette matière première et à effectuer l’électrolyse de ses oxydes. Des processus décrits en 2006 par la NASA permettraient d'obtenir les métaux de ces régolites avec une pureté compatible avec des activités sidérurgiques. Le silicium, une fois purifié, est utilisé pour fabriquer des cellules solaires par évaporation de couches minces. Leur rendement serait alors faible comparé au standard actuel, mais la matière première est disponible sur l'ensemble de la surface de la Lune. Un produit secondaire de l’électrolyse des oxydes est le dioxygène qui peut être utilisé pour du support vie.

##### Fabrication de panneaux photovoltaïques
La richesse des régolithes en silicium, aluminium et oxygène permet de disposer des éléments chimiques indispensables entrant dans la composition de cellules solaires de technologie silicium. Bien que moins performantes que les cellules multi-jonctions, les cellules au silicium sont d'une simplicité qui permet leur fabrication in situ.
Un rover destiné à la fabrication et la pose de panneaux solaires sur la Lune a été imaginé. Ce dernier se compose de deux unités. La première unité se charge de niveler les régolithes et de les faire fondre à l'aide de l'énergie solaire optiquement concentrée. La température atteinte avoisine les 1500 °C pour faire fondre les régolithes. La surface vitrifiée ainsi obtenue servirait de substrat aux cellules solaires. Le robot avance à raison de quelques centimètres par minute. La seconde unité dépose les interconnexions métalliques et le silicium actif par évaporation thermique. Cette technique de dépôt de matière en couches minces requiert un vide de très bonne qualité sur Terre (vide secondaire au minimum). Sur la Lune, l'environnement naturel est déjà propice à ce genre de processus. Les matériaux utilisés (métal pour les connexions, silicium de pureté ~99,99%) ont été au préalable extraits du minerai lunaire par le biais d'électrolyses successives de minerai fondu . Le dioxygène est un produit secondaire de ce processus d'extraction.

## Ressources martiennes
Le recours aux ressources locales a été plus particulièrement étudié aux États-Unis dans la perspective d'une mission spatiale habitée vers Mars. Le recours à cette technique permet de réduire de manière importante la masse à déposer sur le sol de Mars. Les ressources dont l'exploitation est envisagée sont les phyllosilicates, les sulfates, le régolithe martien et la glace d'eau.
L'utilisation des ressources martiennes est en particulier étudiée pour produire les ergols utilisés par le lanceur ramenant l'équipage en orbite martienne. Le tableau ci-dessous résume les avantages de l'ISRU. 
| Scénario | Masse déposée (¹) | Ventilation                             | Ratio carburant produit sur masse système ISRU |
| --- | ----------------- | --------------------------------------- | ---------------------------------------------- |
| Pas d'utilisation des ressources martiennes | 31,6 tonnes       | Oxygène 24 tonnes Méthane 7 tonnes      | sans objet                                     |
| Production d'oxygène liquide uniquement | 8 tonnes          | Système ISRU : 1 tonne Méthane 7 tonnes | 3,1                                            |
| Production d'oxygène liquide et de méthane à partir des sulfates | 1,6 tonne         | Système ISRU                            | 22,1                                           |
| Production d'oxygène liquide et de méthane à partir de la régolithe | 1,7 tonne         | Système ISRU                            | 20,5                                           |
| (¹) Comprend les systèmes d'extraction, de traitement et de production des ergols, d'épuration et de liquéfaction. N'inclut pas le système de production d'énergie et de contrôle thermique associé qui seront pré-positionnés avant l'arrivée de l'équipage. Les économies éventuelles d'eau de consommation ne sont pas prises en compte. |                   |                                         |                                                |

### Production de l'oxygène et du méthane à partir de l'atmosphère
En utilisant des réactions chimiques simples, on envisage de produire à partir de l'atmosphère martienne, d'une part, l'oxygène consommé par les astronautes, d'autre part, ce gaz utilisé comme comburant et le méthane utilisé comme carburant par la fusée qui doit permettre à l'équipage de quitter la surface de Mars. En amenant sur le sol martien 6 tonnes d'hydrogène et en le combinant avec du dioxyde de carbone puisé dans l'atmosphère de Mars, on peut créer en 10 mois jusqu'à 112 tonnes d'un mélange de méthane et d'eau. La transformation chimique est réalisée par la réaction de Sabatier : 
CO2 + 4H2 → CH4 + 2H2O.

### Utilisation des ressources en eau
L'utilisation des ressources en eau de Mars permet de réduire de manière encore plus importante la masse à amener à la surface de Mars depuis la Terre. Un système ISRU fournissant de l'eau permet de produire 20 kilogrammes de carburant par kilogramme d'équipement au lieu de 3 kilogrammes pour un système fournissant de l'oxygène. Par rapport au scénario précédent, l'eau permet en effet non seulement de produire le méthane et l'oxygène, mais elle fournit l'hydrogène (utilisé pour produire le méthane) et l'eau qui ne serait pas issue du recyclage forcément imparfait des effluents (transpiration, urines, fèces). 
En combinant 16 tonnes d'eau extraite des ressources martiennes avec 19 tonnes de dioxyde de carbone extrait de l'atmosphère, un système ISRU alimenté en énergie par une source d'énergie d'environ 20 kW peut produire 7 tonnes de méthane et 28 tonnes d'oxygène liquide. Ces quantités permettent à la fois de fournir les ergols nécessaires au vaisseau ramenant un équipage en orbite (il suffit de 23 tonnes en tout) et de répondre aux différents besoins de l'équipage en eau et oxygène.    

#### Évaluation des ressources et techniques d'extraction et de production

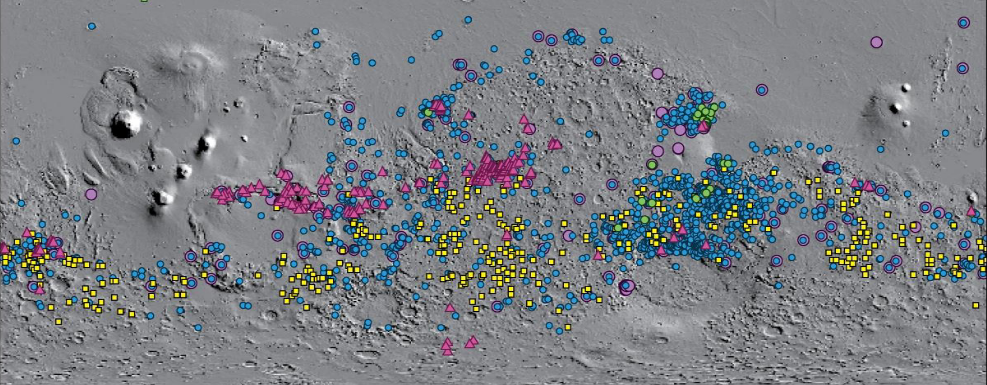
Carte des concentrations en minéraux hydratés aux latitudes moyennes de Mars : phyllosilicates (vert), silices (mauve), chlorures (jaune), carbonates (vert), sulfate (triangle vert).

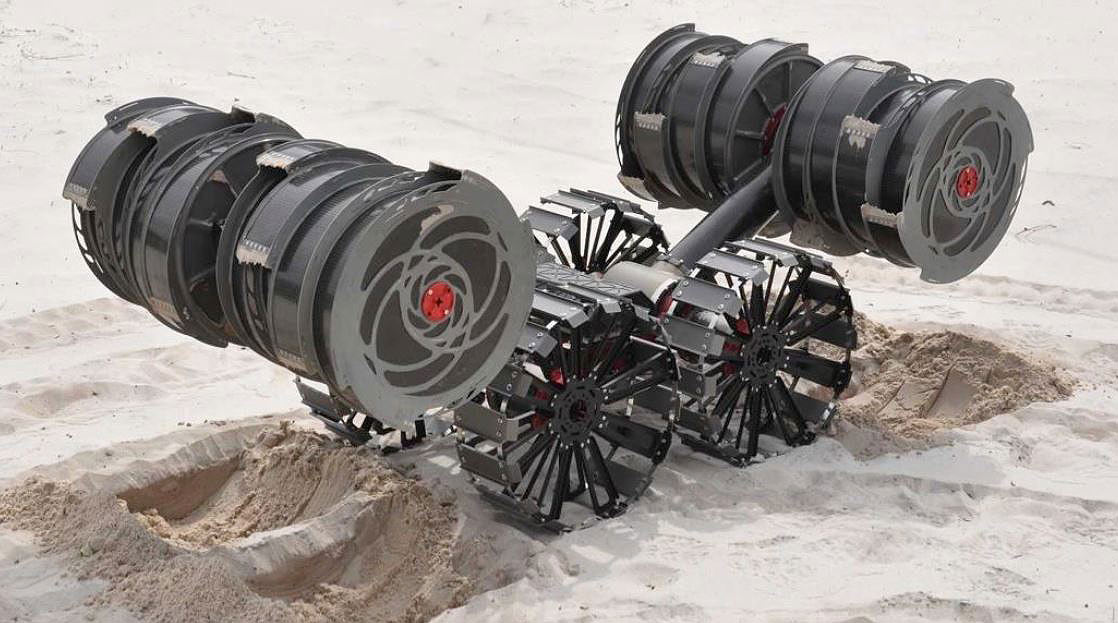
RASSOR prototype d'un engin d'extraction pouvant être utilisé sous une gravité très faible.

L'atmosphère martienne contient de l'eau, mais celle-ci est en trop faible quantité(0,0042 gramme/m³) pour pouvoir être exploitée. En 2016 le groupe de travail MEPAG a effectué une première étude sur les types de ressource en eau utilisable, la démarche de prospection et les méthodes d'extraction. Quatre scénarios de référence ont été identifiés à partir d'autant de types de ressources en eau :
- La glace d'eau des latitudes moyennes[Note 3] présente l'avantage de fournir de l'eau avec une concentration élevée, mais elle nécessite une étape préalable de décapage du terrain (la glace d'eau n'est jamais exposée à l'air libre, mais est recouverte par les matériaux solides reliquats de la sublimation de la glace de surface) qui n'est pas nécessaire pour les autres types de ressource. Les mesures effectuées depuis l'orbite par les radars Sharad (Mars Reconnaissance Orbiter) et Marsis (Mars Express) indiquent que la glace d'eau est enfouie sous une couche de sol comprise entre 1 et 10 mètres. Deux méthodes d'extraction peuvent être envisagées : l'extraction à ciel ouvert complexe si la couverture (le mort-terrain) est épaisse ou la récupération par injection d'eau chaude au fond d'un puits creusé jusqu'à la couche de glace.
- Les sulfates poly-hydratés constituent, parmi les trois autres ressources, celles qui contiennent la plus forte concentration en eau (~8%). Aussi la masse à transporter et l'énergie nécessaire pour extraire l'eau est la plus faible. Mais parmi les trois ressources c'est la plus rare.
- Le régolithe (eau : ~1,5%) est la ressource qui nécessite de déplacer la quantité de matériau la plus importante et la plus grande quantité d'énergie pour en extraire l'eau. Il présente l'avantage d'être présent pratiquement partout.
- Les phyllosilicates (eau : ~4%) présentent des caractéristiques intermédiaires.

Courant 2016, 47 sites avaient été identifiés à la surface de Mars comme présentant à la fois un intérêt scientifique et disposant d'une ou plusieurs des ressources susceptibles de fournir de l'eau. Toutefois les données disponibles ne permettent pas une évaluation précise de ces ressources. Celle-ci doit être précisée au minimum par un engin orbital puis par une reconnaissance au sol pour s'assurer à la fois de l'étendue d'un gisement et des caractéristiques précises de celui-ci.

## Implémentation des techniques ISRU

### NASA
L'agence spatiale américaine, la NASA, étudie depuis plusieurs décennies le recours à des ressources in situ pour son programme spatial habité. Le recours à ces ressources est considéré comme incontournable pour les séjours prolongés d'astronautes sur la Lune, tels qu'ils sont envisagés pour le programme Artemis (et le défunt programme Constellation). L'exploitation des ressources en glace d'eau est à l'origine de la décision de l'agence spatiale américaine de faire atterrir les missions du programme Artemis près du pôle Sud, là ou existent des poches de glace d'eau. Compte tenu du coût d'acheminement du fret sur le sol martien, l'exploitation des ressources in situ pour produire a minima une partie du carburant est également au cœur du scénario de référence de la mission d'exploration de Mars envisagée par l'agence spatiale américaine.

#### Étude in situ des régions polaires de la Lune

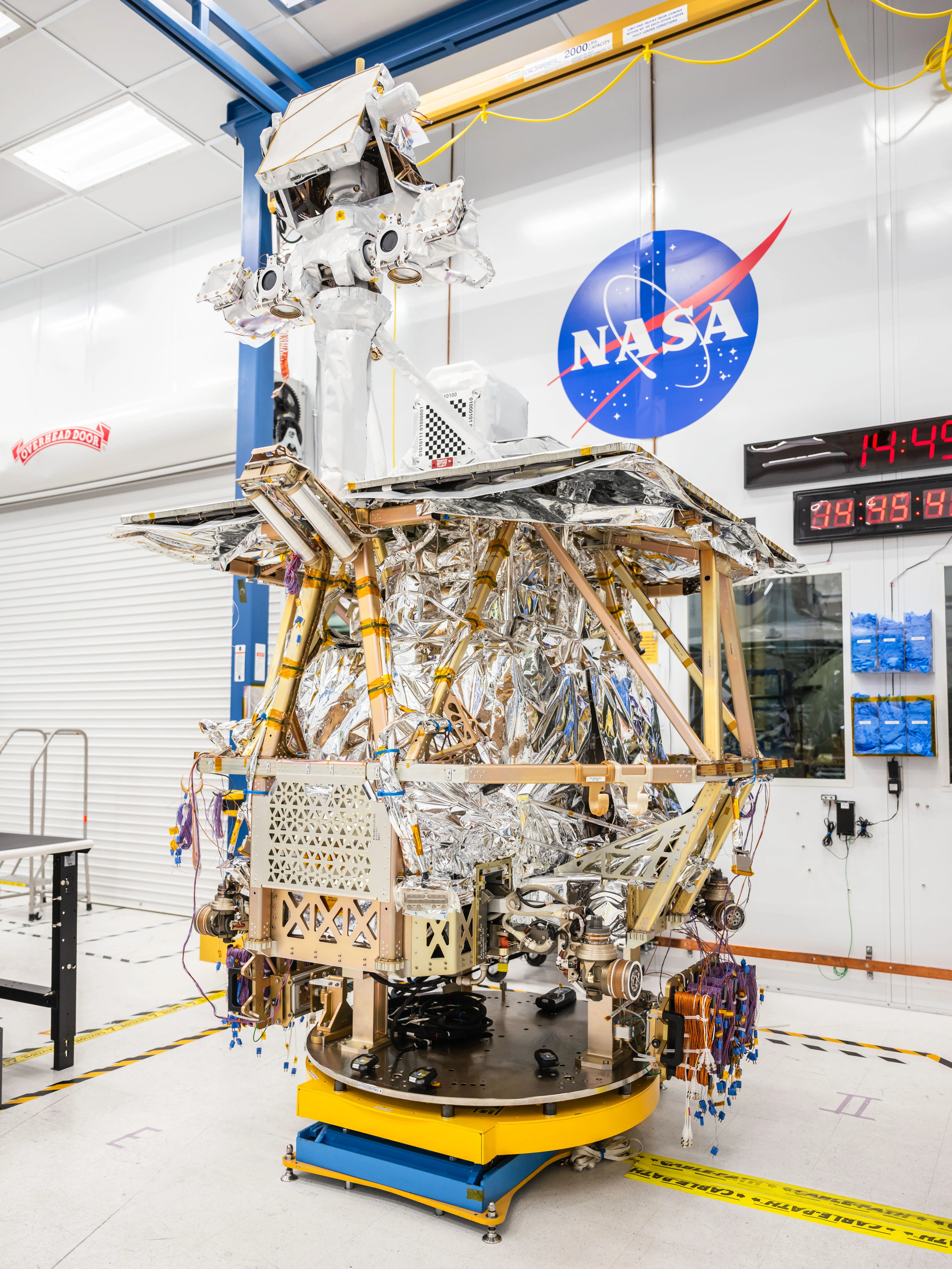
L'astromobile VIPER en cours d'assemblage final (avril 2024).

La découverte de la présence de glace d'eau dans la région du pôle Sud nécessite d'être confirmée par une étude in situ. Cette mission doit avoir également pour objectif de déterminer la composition du sol (concentration de l'eau, proportion de la glace d'eau et de minéraux hydratés, granulométrie, degré d'enfouissement, présence de contaminants, etc.) dans le site retenu pour mettre au point les processus d'extraction et de production. Le centre de recherche Ames de la NASA travaille à partir de 2013 sur un astromobile (rover) baptisé Lunar Prospector. Son objectif est d'étudier la glace d'eau présente dans les cratères du pôle Sud, car, d'après les données collectées depuis l'orbite, l'eau y est plus abondante qu'au pôle Nord. Le rover Resource Prospector dispose d'une foreuse et de deux instruments principaux : un détecteur de neutrons NSS (Neutron Spectrometer Subsystem) et un spectromètre infrarouge NIRVSS (Near InfraRed Volatiles Spectrometer System, spectromètre à infrarouges quasi volatiles). Les carottes de sol prélevées sont placées dans un four OVEN (Oxygen and Volatile Extraction Node) qui permet de dégager les substances volatiles qui sont analysées par l'instrument LAVA (Lunar Advanced Volatile Analysis). Le rover d'une masse évaluée à 300 kg est déposé sur le sol lunaire par un atterrisseur. L'engin représente une masse au lancement de 5 tonnes. L'énergie est fournie par un panneau solaire vertical (pour compenser la faible élévation du Soleil) et la durée de la mission est inférieure à une journée lunaire. Le projet est proposé pour le programme Discovery, mais n'est pas retenu,. Le projet est annulé au printemps 2018 à la suite de la mise en place du programme Artemis dont le but est d'accélérer le retour de l'homme sur la Lune. Pour y parvenir, le lancement et l'atterrissage du rover étudié par l'équipe projet sont confiés à des acteurs privés via le programme Commercial Lunar Payload Services (CLPS). L'astromobile proprement dit, rebaptisé VIPER, qui doit être lancé vers décembre 2022, emporte une foreuse et trois instruments destinées à analyser les carottes de sol,,Mais ce projet VIPER est annulé le 17 juillet 2024.

#### L'instrument MOXIE de la sonde martienne Mars 2020
La NASA a prévu de tester sur Mars un prototype d'équipement ISRU embarqué sur le rover Mars 2020 qui doit atterrir à la surface de la planète fin 2020, MOXIE (Mars OXygen ISRU Experiment). Cet équipement expérimental a testé la production d'oxygène à partir du dioxyde de carbone omniprésent dans l'atmosphère martienne.  L'appareil a également permis de définir la taille et la morphologie des grains de poussière en suspension dans l'atmosphère,,.
L'oxygène est produit par MOXIE en collectant le dioxyde de carbone (CO2) de l'atmosphère et en cassant cette molécule pour produire de l'oxygène (O2), d'une part, et du monoxyde de carbone (CO), d'autre part. L'atmosphère martienne pénètre dans l'instrument, est filtrée et mise sous une pression de 1 bar. La molécule de dioxyde de carbone est cassée dans le module SOXE (Solid OXide Electrolyzer) par électrochimie. La température est portée à 800 °C. Pour produire de l'oxygène, MOXIE doit fonctionner 2 heures en consommant 300 watts. Il produit 10 grammes d'oxygène par heure. Le responsable scientifique de l'expérience est Michael Hecht du Massachusetts Institute of Technology,.
Durant le test réalisé le 20 avril 2021, 5,4 grammes d'oxygène (10 minutes de consommation d'un astronaute) ont été produits en deux heures par MOXIE (l'appareil nécessite une longue période de pré-chauffage, car le processus nécessite une température de 800 °C pour fonctionner). Il est prévu que ce test soit répété sept fois au cours des deux années terrestres de la mission primaire pour vérifier la résistance de l'équipement aux conditions martiennes (poussières, températures, ...),.

MOXIE
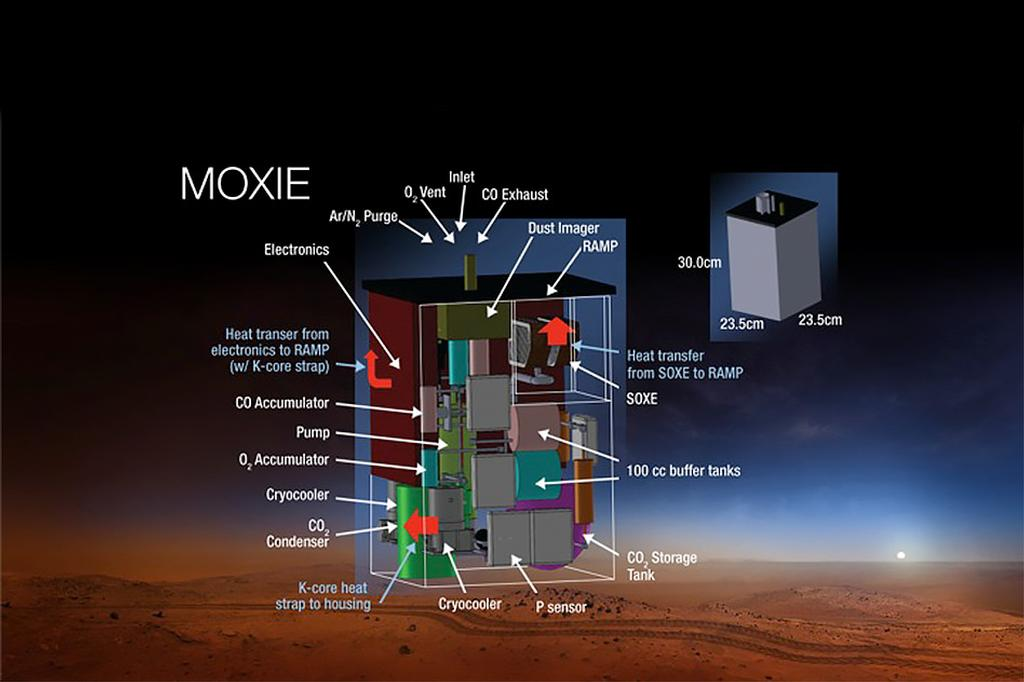
Schéma du prototype de générateur d'oxygène MOXIE embarqué sur le rover de la mission Mars 2020.
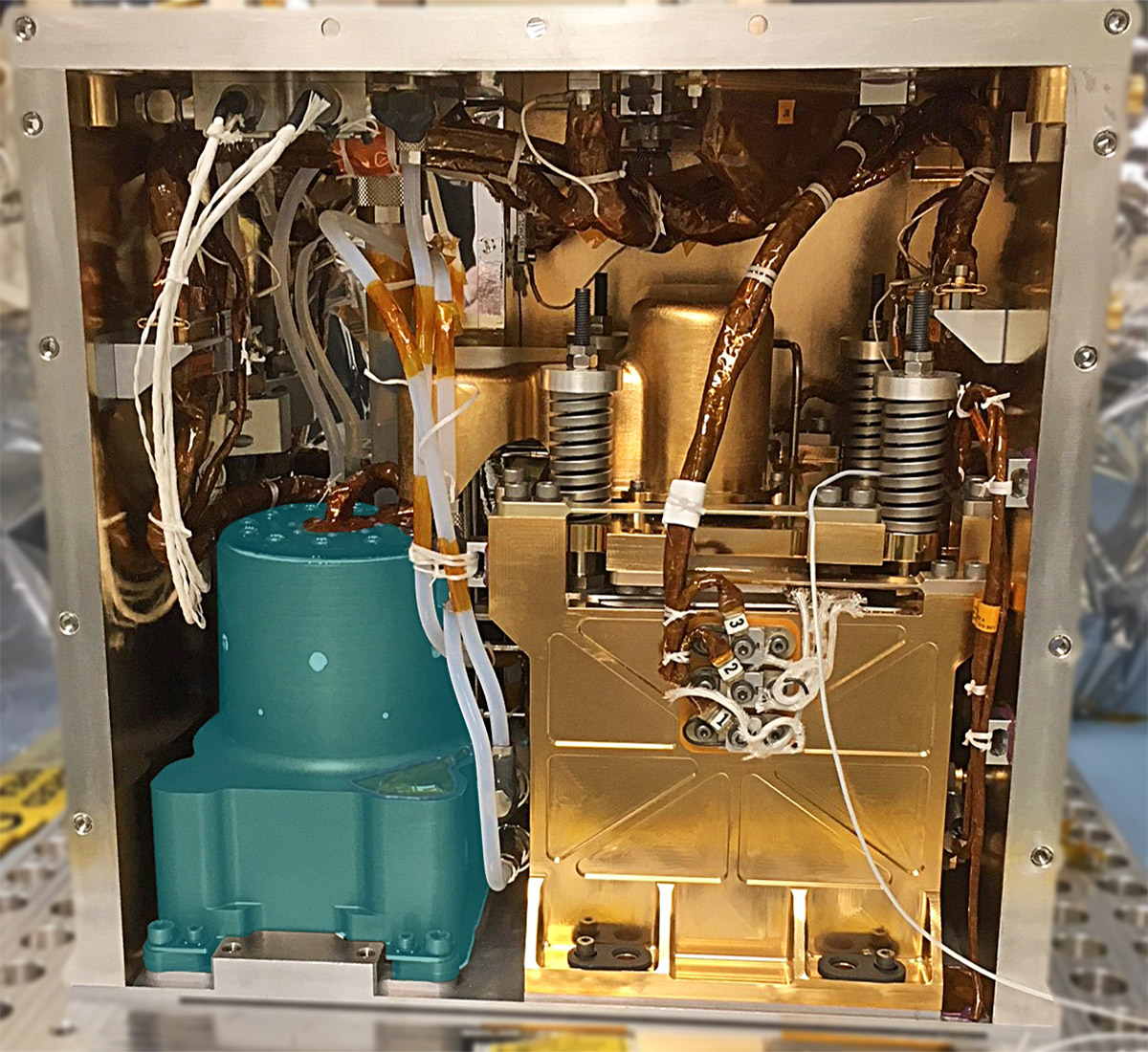
Vue interne de MOXIE : à gauche le compresseur qui porte la pression des gaz de l'atmosphère à un bar, à droite le module SOXE qui "casse" La molécule de dioxyde de carbone pour produire de l'oxygène.

### Agence spatiale européenne
L'Agence spatiale européenne a défini en octobre 2019 une stratégie à long terme (jusqu'en 2030) concernant l'utilisation des ressources spatiales aussi bien pour répondre aux besoins du programme spatial qu'à des fins commerciales (exploitation de gisements). Les objectifs suivants ont été définis : 
- Identifier et caractériser au moins un dépôt de glace d'eau dans les régions polaires de la Lune,
- Identifier et caractériser au moins un dépôt de ressources dans les régions non polaires de la Lune,
- Mettre au point (TRL > 6) les technologies nécessaires pour permettre la production d'oxygène à partir de régolithe lunaire ou de matériaux pyroclastiques,
- Mettre en œuvre à la surface de la Lune un prototype produisant de l'eau et de l'oxygène à partir des ressources de cet astre.

Une première implémentation de cette stratégie est la suite instrumentale PROSPECT (Package for Resource Observation and in-Situ Prospecting for Exploration, Commercial exploitation and Transportation). PROSPECT comprend un instrument de forage (ProSEED) permettant de prélever un échantillon de sol à une profondeur de 1 mètre et un mini-laboratoire chimique (ProSPA). Ce dernier, en chauffant la carotte prélevée à une température de 1000 °C,  doit permettre d'extraire les composants volatils comme l'eau et l'oxygène. L'instrument doit déterminer la composition isotopique des éléments chimiques clés, comme le carbone, l'oxygène et l'hydrogène. Il doit permettre de vérifier la viabilité des processus d'extraction de ces ressources. PROSPECT doit initialement être déposée vers 2022 dans la région du pôle Sud de la Lune par l'atterrisseur russe Luna-27, mais les retards de ce programme puis l'annulation de la coopération entre la Russie et l'Agence spatiale européenne qui développe PROSPECT en raison de l'invasion de l'Ukraine par la Russie en 2022 obligent l'agence à trouver une autre opportunité de lancement et c'est Intuitive Machines qui remporte la proposition dans le cadre du programme CLPS de la NASA,.
L'Agence spatiale européenne a réalisé en 2013 avec succès une expérience de construction de structure de bâtiment à l'aide d'une imprimante 3D utilisant un matériau simulant le sol lunaire et prenant en compte l'absence d'atmosphère. Toutefois les contraintes thermiques propres à l'environnement lunaire n'étaient pas prises en compte (l'imprimante fonctionnait à une température terrestre.